# Joc del milió

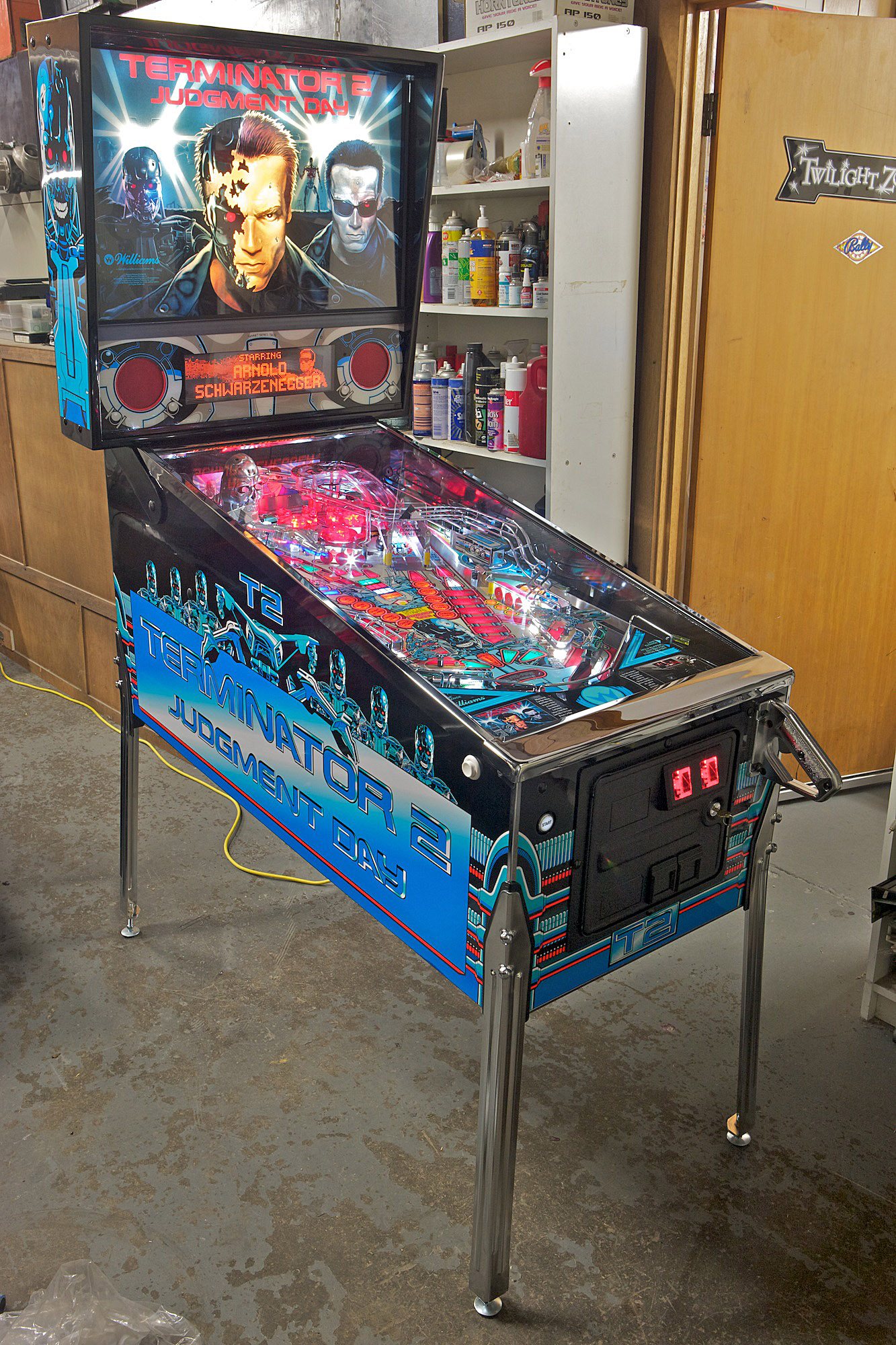
El joc Terminator 2 (1991) dissenyat per Steve Ritchie

El joc del milió o billar electrònic, també conegut per l'anglicisme pinball, és un tipus d'entreteniment on el jugador intenta mantenir unes boles actives per un circuit polsant botons per tal que no caiguin a baix de tot del tauler inclinat. Pot tractar-se d'un joc manual o un videojoc, on llavors la pantalla vertical simula el tauler inclinat de joc. Els botons envien la bola cap a uns obstacles o marcadors que són els que van addicionant punts. Usualment una partida té un nombre limitat de boles consecutives que van afegint puntuacions parcials fins a assolir el resultat final.

## Història
Els orígens del joc del milió es troben en els billars casolans del segle xviii, on els pals van ser fixats progressivament a la taula i els forats de les cantonades van ampliar-se a nous objectius enmig del tauler. Quan el jugador aconseguia ficar la bola en un determinat forat segons com la colpejava, aconseguia més o menys puntuació segons la dificultat. El joc es va perfeccionar afegint obstacles perquè la bola rebotés o es desviés de la seva trajectòria inicial.
La popularitat dels jocs del milió va augmentar quan es van tornar automàtics i es van lligar a la introducció de monedes per a poder jugar-hi, en un nou joc d'aposta, a principi del segle xx. El disseny modern de dos controladors oposats a la part baixa del tauler va ser introduït el 1950 i des de llavors es va convertir en la norma del joc.
Una màquina del joc de milió compta amb diversos elements fixos, als quals es poden afegir variants per complicar o fer variar la partida. El principal és el tauler, que està lleugerament inclinat per fer que la bola caigui per la força de la gravetat però no gaire de pressa, per tal que pugui anar rebotant contra els obstacles. Quan aquesta arriba a baix, es troba amb dos controls anomenats flippers, que consten de dues barres que permeten impedir que la bola caigui pel forat final. Aquestes barres s'accionen impulsant la bola de nou cap amunt i segons com es toqui (força, part de la barra o angle), la bola adopta una trajectòria concreta, de manera que l'habilitat del jugador és el que determina en gran part la puntuació final.
Un tercer element fonamental són els obstacles. Els més populars són les molles, els marcadors electrònics contra els quals la bola rebota, els forats intermedis, els circuits, les barreres que es poden activar des dels flippers i els dibuixos rugosos del fons, que van associats al tema del joc del milió i que es complementen amb llums i sons que s'activen segons els moviments de la bola.